# Roland Gray
Roland Gray (St. Louis, 24 settembre 1967) è un ex cestista statunitense, professionista in Spagna.

## Palmarès
- CBA All-Rookie First Team (1990)